# 川尻の御蔵
川尻の御蔵（かわしりのおくら）とは、熊本県熊本市南区川尻に現存する、江戸時代に肥後細川藩が作った、米蔵のひとつである。国の史跡に指定されている。

## 概要
肥後細川藩の年貢米の倉庫は、川を活用した水運で繁栄した河港の町、熊本市川尻の他に、熊本・高瀬（現在の玉名）・八代・大津・久住・鶴崎と、領内に7か所存在した。
この川尻御蔵は現在の川尻公会堂付近に東蔵、その中に中蔵、さらに西側に外城蔵と、三つずつの倉庫群があった。
建築年次は1680年（延宝8年）となっている。
年貢米納入も明治に入って廃止され、東蔵・中蔵は取り壊された。
残る外城蔵だけは現存しており、約二万俵（推定）ほど納入できる二百坪蔵と六十坪蔵の2棟で、棟瓦の九曜の紋章や柱の手斧の跡が残っている。
この他、日本国内で現存する藩政時代の藩蔵は、鳥取県湯梨浜町にある橋津の藩倉・岩手県盛岡市の南部藩倉・熊本県宇土市御倉床藩倉、佐賀県嬉野市塩田津の蓮池藩米蔵・御蔵が確認されている。

### 主な水運
内陸部にある矢部手永（矢部郷）からは、域内の米が陸路で矢部の津留にある勘定場付近に集積され、すぐそばを流れる緑川を使い、船で運ばれた。（緑川水運）
甲佐より上流の緑川は、急流であり、米などを運ぶために河川工事が行われた。